# Unsterblichkeit
Unsterblichkeit ist die Vorstellung eines zeitlich unbegrenzten Lebens in physischer oder spiritueller Form.

## Biologische und technische Unsterblichkeit
Der Beweis für biologische Unsterblichkeit oder deren Möglichkeit bei höher entwickelten tierischen und pflanzlichen Lebensformen steht noch aus. Bei den meisten bekannten Tieren nimmt die Fähigkeit zur Selbstregeneration im Verlauf des Lebens aus verschiedenen Gründen ab. Sollte ein Wesen existieren, das Beschädigungen in demselben Maß reparieren kann, in dem sie auftreten, wäre es potenziell unbegrenzt lebensfähig.

### Biologisch unsterbliche Spezies
Diese Unsterblichkeit ist naturgemäß in der Realität dadurch begrenzt, dass die Organismen durch äußere Einflüsse und Krankheiten sehr wohl zu Tode kommen können. Daher wird diese Unsterblichkeit als potenzielle oder relative Unsterblichkeit bezeichnet:
- Bei den meisten Einzellern oder Kolonien von Bakterien kann von „potenzieller Unsterblichkeit“ gesprochen werden, weil sie sich unter idealen Bedingungen durch Zellteilung beliebig immer weiter vermehren, ohne dass dabei ein Altern zu beobachten wäre und das Phänomen „Tod“ aufträte. Neuere Untersuchungen werfen jedoch Zweifel an dieser potenziellen Unsterblichkeit auf, weil beobachtet wurde, dass jede Nachfolgergeneration etwas kleiner, schwächer und anfälliger für das Sterben erscheint.[1]
- Der Lebenszyklus der Qualle Turritopsis dohrnii zeigt eine im Tierreich einzigartige Fähigkeit: Nach Erreichen der sexuellen Reife kann der Organismus, durch Nutzung des Transdifferenzierung genannten Zellwandlungsprozesses, wieder in das Stadium der Kindheit zurückversetzt werden. Dieser Zyklus lässt sich anscheinend unbegrenzt wiederholen.[2]
- Einige Seegurkenarten können nach Auffassung mancher Wissenschaftler unter idealen Bedingungen unbegrenzt lange leben.
- Bei Süßwasserpolypen konnten bisher keine Anzeichen eines Alterungsprozesses nachgewiesen werden.[3]
- Pilze sind potenziell unsterblich.[4]

### Evolution des Alterns
Es wird angenommen, dass das Altern eine Folge des Evolutionsprozesses ist – warum sich allerdings Altern als Selektionskriterium durchgesetzt hat, bleibt bisher eine offene Frage. Der programmierte Zelltod und das Problem sich verringernder Telomere finden sich bereits in einfachsten Organismen. Dies könnte die Folge eines Kompromisses zwischen einer Vermeidung von Krebs einerseits und dem Altern andererseits sein.
Unter den modernen Theorien zur „Evolution des Alterns“ finden sich unter anderen:
- 1952 formulierte Peter Medawar seine Mutations-Akkumulations-Theorie, die im Kern aussagt, dass es nie zu einer Selektion gegen das Altern kommt, weil die Reproduktionsphase bereits abgeschlossen ist, bevor sich die Symptome des Alterns negativ auf die Selektion auswirken könnten.
- Die Theorie der Antagonistischen Pleiotropie wurde 1957 von George C. Williams, einem Kritiker Medawars, vorgeschlagen. Sie besagt, dass dieselben Gene, die in frühen Lebensabschnitten eine positive Wirkung haben, im Alter einen schädlichen Einfluss mit sich bringen.

### Biotechnologische Unsterblichkeit
Bereits heute reicht die Lebensspanne in den Industrienationen weit über die Möglichkeiten früherer Tage. Dazu haben Fortschritte bei der Hygiene, Ernährung, dem Lebensstandard und ganz allgemein in der medizinischen Versorgung geführt. Durch die Weiterentwicklung von Technologien in der Gen- und Zelltherapie, in der regenerativen Medizin, Biomedizin und Mikro- oder Nanotechnologie ist mit einem weiteren signifikanten Anstieg der Lebenserwartung zu rechnen. Wie üblich werden sich diese Entwicklungen schrittweise vollziehen, sodass bereits mittelfristig mit greifbaren Resultaten gerechnet werden kann, die mit der Zeit immer umfassender und wirkungsvoller ausfallen sollten. Robert Freitas, ein Wissenschaftler auf dem Gebiet der theoretischen Nanorobotik, konstruiert Modelle von Nanomaschinen, die in Zukunft dauerhaft im menschlichen Körper eingesetzt werden könnten, um Pathogene zu eliminieren, Krebs in Schach zu halten und Reparaturarbeiten durchzuführen. Somit könnte möglicherweise das Altern zum Stillstand gebracht werden, indem Verschleißerscheinungen durch regenerative Prozesse immer gezielter behoben werden.
Aubrey de Grey entwickelt Theorien über das menschliche Altern, das er wie eine Krankheit auf ungünstige biochemische Prozesse zurückführt, die durch gezieltes Beeinflussen gestoppt oder umgekehrt werden können. Das von ihm vorgeschlagene Verfahren, das er als Strategien zur Bekämpfung des Alterns (Strategies for Engineered Negligible Senescence, kurz SENS) bezeichnet, basiert auf sieben von ihm propagierten Angriffspunkten. De Grey ist Mitbegründer (gemeinsam mit David Gobel) und leitender Wissenschaftler des Projekts „Methusalem-Maus-Preis“, das die Beschleunigung und Förderung der Forschung auf dem Gebiet der Lebensverlängerung zur Aufgabe hat. Das durch Spenden ständig wachsende Preisgeld, das im Juni 2008 einen Stand von 2,8 Millionen EUR (4,4 Millionen USD) betrug, wird an Labore vergeben, deren Arbeit die Lebensspanne von Mäusen nachweislich deutlich verlängern kann. Die Intention des Preises ist es, dass überzeugende Erfolge im Mausmodell große Investitionen für das Übertragen der Ergebnisse auf den Menschen mit sich bringen würden.

### Kryonik
Bei ausreichend tiefen Temperaturen, in der Praxis −196 °C, kommt jede Form von Bioaktivität im Organismus zum Erliegen; damit wird jeder weitere Verfall des Gewebes gestoppt. Die Kryonik, das Einfrieren des ganzen Körpers oder des Gehirns als Sitz des Bewusstseins, ist eine Hoffnung auf die Verlängerung des eigenen Lebens für Menschen, deren Alterung zu weit fortgeschritten ist oder sein wird, als dass sie vom technischen Stand der lebensverlängernden Maßnahmen profitieren könnten oder deren Krankheiten nach aktuellem Stand der Medizin nicht geheilt werden können. Die Hoffnung dieser Kryonik-Patienten ist, dass zukünftige Generationen ihre Krankheiten oder das Altern an sich behandeln können.
Moderne Kryonikverfahren nutzen zur Konservierung einen als Vitrifizierung bezeichneten Prozess. Bei diesem wird die organische Materie nicht im klassischen Sinn eingefroren. Bei den verwendeten extrem tiefen Temperaturen geht die Biomasse Mensch in eine glasähnliche Struktur über. Damit kommt es nicht zu der ansonsten beobachteten Zellschädigung durch die Bildung von Eiskristallen. Besonders beim Gewebe des Gehirns ist es entscheidend, die exakte Struktur zu konservieren. Nur so besteht die Hoffnung, die darin enthaltenen Informationen – die Erinnerungen und das Bewusstsein des Individuums – in der Zukunft wiederherstellen zu können.

### Cyborg
Die Umwandlung eines Menschen in einen Cyborg sagt im Wesentlichen aus, dass der Mensch durch technische Implantate erhalten oder verbessert wird. In Anfängen kann eine solche Perspektive bereits heute bei der Entwicklung künstlicher Herzen gesehen werden, obwohl die vom Menschen gemachten Systeme dem biologischen Vorbild noch klar unterlegen sind. Cyborgologie umfasst potentiell die Integration von Neuro-Implantaten zum Erhalt und zur Erweiterung kognitiver Möglichkeiten und den Austausch biologischer Organe und Systeme durch leistungsfähigere technische Alternativen.

### Digitale Unsterblichkeit
Unter digitaler Unsterblichkeit versteht man den Versuch der Auslagerung der bewusstseinsrelevanten Teile des Gehirns in ein digitales Medium mittels Mind uploading. Durch diesen Prozess könnte man zum einen eine digitale Alternative zur Kryonik als konservierende Maßnahme schaffen. Andererseits könnte es auch möglich sein, das gespeicherte Bewusstsein in einer digitalen virtuellen Welt zum „Leben“ zu erwecken. Grundsätzlich ist die Frage legitim, inwieweit diese Simulation einen Realitätsanspruch erheben könnte. Allerdings ist jeder Eindruck, den unser Bewusstsein von der Umwelt erhält, nach naturalistischer Auffassung nicht viel mehr als das Ergebnis von im Gehirn verarbeiteten Sinneseindrücken. Die letztlich philosophische Frage nach der Subjektivität ist damit noch nicht beantwortet.
Alternativ wäre auch denkbar, das Bewusstsein bei Bedarf in eine geeignete physische Einheit (etwa Roboter) zu transferieren, dessen Sinneseindrücke zu verarbeiten und über Adduktoren (etwa Arme oder Beine) mit der Umgebung zu interagieren.
Für das Erlangen von Unsterblichkeit bietet die Methode des Uploading einen guten Sicherheitsvorteil, weil man vor physischen körperlichen Schäden sicher wäre und zusätzlich Backups auf räumlich verteilten digitalen Systemen speichern könnte. Der entscheidende Nachteil ist die neue physische Form oder das Fehlen einer solchen. Es besteht kein Konsens bezüglich der prinzipiellen Realisierbarkeit von Mind-Uploading, weil diese Frage von der geistesphilosophischen Auffassung abhängt. Es könnte sich beispielsweise die Frage stellen, ob eine angenommene Subjektivität verloren ginge.

## Religion
Die Idee der Unsterblichkeit gehört in nahezu allen Religionen zum festen Glaubensbestand. Dabei haftet dem verehrten Gott oder der Götterwelt das Attribut des Unsterblichseins an. Es wird aber auch der menschlichen Seele Unsterblichkeit zugebilligt. Zu den frühesten literarisch überlieferten Bemühungen um Unsterblichkeit gehört die Geschichte von Gilgamesch. Außerdem besteht im Daoismus in vielen Strömungen die Überzeugung, der Mensch könne seinen Geist und Körper durch Kultivierung so weit entwickeln, dass er physische Unsterblichkeit erlangt und ein Xian wird; in anderen Strömungen des Daoismus handelt es sich um eine nicht-physisch gemeinte spirituelle oder geistige, teilweise nachtodliche Unsterblichkeit. Die chinesische Alchemie widmete sich bis zum Ende der Tang-Dynastie vornehmlich der Suche nach dem Elixier der Unsterblichkeit, der Quanzhen-Daoismus wandte sich explizit vom Ziel der physischen Unsterblichkeit ab.
Im Neuen Testament gibt es einige Stellen, die sich auf relative physische Unsterblichkeit beziehen, freilich nur bedingt durch göttlichen Willen. Nachfolgende Textpassagen stammen aus den vier Evangelisten (im Wortlaut aus der Lutherbibel 2017 der Deutschen Bibelgesellschaft):

„Als Petrus diesen sah, spricht er zu Jesus: Herr, aber was wird mit diesem? Jesus spricht zu ihm: Wenn ich will, dass er bleibt, bis ich komme, was geht es dich an? Folge du mir nach! Da kam unter den Brüdern die Rede auf: Dieser Jünger stirbt nicht.“

„Ich sage euch aber wahrlich: Einige von denen, die hier stehen, werden den Tod nicht schmecken, bis sie das Reich Gottes sehen.“

„Und er sprach zu ihnen: Wahrlich ich sage euch: Es stehen einige hier, die werden den Tod nicht schmecken, bis sie sehen das Reich Gottes kommen mit Kraft.“

So findet sich bei Lukas und Markus fast wörtliche Übereinstimmung. Anzumerken ist, dass insbesondere das Christentum das Leben nach dem Tod sowie die Auferstehung betont. Obengenannte Bibelstellen werden daher selten zitiert, da sie meist in der christlichen Theologie einen untergeordneten Stellenwert besitzen. Ungeachtet des Themas „ewiges Leben“ und Unsterblichkeit enthält die Bibel zudem Berichte über besonders langlebige Individuen wie etwa Methusalem oder die Erzeltern.

## Philosophie
Die philosophische Argumentation für die Unsterblichkeit (der Seele oder des Geistes) geht u. a. zurück auf Platon und Aristoteles. Das Hauptargument lautet: Die geistige Seele kann nicht sterben, d. h. zerstört oder zerteilt werden, weil sie eine einfache, nicht-zusammengesetzte, immaterielle Substanz ist.
Immanuel Kant, der sich zum Christentum bekannte, formulierte 1793 in seiner religionsphilosophischen Schrift Die Religion innerhalb der Grenzen der bloßen Vernunft seine Doktrin für eine Vernunftreligion. Kant postuliert darin die Möglichkeit der Existenz Gottes und der Unsterblichkeit der Seele, die somit Gegenstand eines rationalen Glaubens sein können. Allerdings lehnte er metaphysische Beweise hierfür ab.

## Im Theater, Film, in Opern
Dornröschen ist ein bekanntes Märchen, vielfach verfilmt, und handelt von der Zukunft in der Biografie von Frauen. Der von außen (Märchenprinz) beeinflusste Zeitpunkt des Wiedererwachens der Königstochter löste viele psychologische Deutungen aus.
Bei Oscar Wilde bleibt in The Picture of Dorian Gray die Hauptfigur immer jung (1890, deutsch: Das Bildnis des Dorian Gray). Doch während Gray immer maßloser und grausamer wird, altert ein Bild von ihm als Ausdruck seiner Alterung. Er selbst bleibt in Umkehr des gesellschaftlichen Altersbildes äußerlich jung und makellos schön (ein Thema in der Gerontologie und der täglichen Werbefilmchen).
In der Oper von Leoš Janáček Die Sache Makropulos (Věc Makropulos, Uraufführung 1926) lebt Elina Makropulos dank eines Zaubertranks ihres Vaters ohne zu altern, unter wechselnden Namen, aber immer den gleichen Initialen (E. M.) in mehreren Jahrhunderten als bekannte Künstlerin. Der Grundgedanke des später auch verfilmten Stoffs basiert auf einem Theaterstück von Karel Čapek aus dem Jahr 1922.
Die Suche nach einem paradiesischen  Jungbrunnen für eine ewige Jugend, historisch bei Juan Ponce de León mit der Eroberung Amerikas verknüpft, ist auch in der modernen Popkultur ein beliebtes Motiv, etwa in den Abenteuerfilmen Die Jagd nach dem Jungbrunnen (The Spring, 1989, Regie J. D. Patterson), Pirates of the Caribbean – Fremde Gezeiten (2011), in Orson Welles’ Fernsehserie The Fountain of Youth (1958) oder in dem Computerspiel Indiana Jones and the Fountain of Youth.
Unsterblichkeit erscheint auch in der Literatur und im Film als das fiktive Motiv der Zeitreise der Hauptfigur(-en) über Jahrzehnte oder gar Jahrhunderte. Dabei kann es rückblickend in die Vergangenheit – jedoch auch dystopisch auch um Reisen in die Zukunft gehen.